# المدارس العسكرية في فرنسا
المدارس العسكرية في فرنسا هي مدارس عسكرية متخصصة في دعم وتدريب القوات المسلحة الفرنسية وتشمل : مدارس التدريب الأولي، المدارس التطبيقية ومراكز التدريب. حيث تقوم هذه المدارس والمراكز بتدريب جنود في مختلف الرتب العسكرية سوء تدريبا أوليا أو تعليما مستمرا.